# 2M TV
2M TV (of 2M) is een Marokkaanse commerciële televisiezender. De programma's worden uitgezonden vanuit Casablanca. 2M TV is het best bekeken kanaal van Marokko en een van de best bekeken zenders van de Arabische wereld en sommige landen in Afrika. Dat komt doordat, naast dat de zender veel populaire series en liveshows in zijn programmering heeft opgenomen, een taboedoorbrekend zender is wat in teken staat voor de moderniteit dat zowel de Marokkaanse media als het land zelf doormaakt.
2M TV heeft twee zenders: 2M TV en 2M Monde. Dat laatste is een satellietzender van 2M die te bekijken is over de hele wereld.
De naam 2M verwijst naar het Franse rangtelwoord deuxième (tweede) en als men 2M uitspreekt hoort men deux-em (deuxième). 2M is de enige commerciële zender die behalve Arabische en Franse ook Berberse journaals uitzendt.

## Deelname aan het Eurovisiesongfestival
2M TV heeft een lidmaatschap aangevraagd bij de EBU, zodat Marokko kan deelnemen aan het Eurovisiesongfestival en het Junior Eurovisiesongfestival. Tot nu toe is de zender kandidaat-lid van de EBU, als deze lid wordt gaan ze de hele EBU-programmering van SNRT overnemen en zo Marokko weer op de Eurovisiekaart te zetten.
De SNRT is al een lange tijd lid van de EBU, maar doet sinds 1980 (de eerste en tot nu toe de laatste keer) niet meer mee. In 2007 vroeg TVM toestemming aan de regering of ze weer konden meedoen met het Eurovisiesongfestival en het Junior Eurovisiesongfestival, vanwege te lage kijkcijfers op primetime. Van de regering mag SNRT niet deelnemen aan de activiteiten. Als 2M Marokko zou vertegenwoordigen op de songfestivals kan de regering het niet verbieden, het is immers een commercieel tv-station.